# 바니나 코레아
바니나 노에미 코레아(스페인어: Vanina Noemí Correa, 1983년 8월 13일 ~ )는 아르헨티나의 여자 축구 선수이다. 포지션은 골키퍼이며 현재 프리메라 디비시온 페메니나의 RCD 에스파뇰 페메니노에서 활동하고 있다.

## 클럽 경력
바니나 코레아는 2000년에 로사리오 센트랄에 입단하면서 캄페오나토 데 푸트볼 페메니노 데 프리메라 디비시온 무대에 데뷔했으며 2002년에는 반필드로 이적했다. 2003년에는 보카 주니어스로 이적했지만 2005년에 반필드로 복귀했다. 2008년에는 보카 주니어스로 복귀했다.
바니나 코레아는 2009년에 레나토 세사리니 소속으로 활동했지만 얼마 지나지 않아서 축구계에서 은퇴하게 된다. 하지만 2015년에 로사리오 센트랄에 입단하면서 복귀했고 2016년부터 2018년까지 소시알 룩스 소속으로 활동하게 된다. 2019년에는 로사리오 센트랄로 복귀했고 나중에 산로렌소로 이적하게 된다.

## 국가대표 경력
바니나 코레아는 2003년에 아르헨티나 여자 축구 국가대표팀 선수로 데뷔했다. 미국에서 개최된 2003년 FIFA 여자 월드컵에 참가한 아르헨티나 여자 축구 대표팀 명단에 이름을 올렸지만 본선에는 기용되지 않았다. 아르헨티나에서 개최된 2006년 남아메리카 여자 축구 선수권 대회에서는 아르헨티나의 우승을 견인했다.
바니나 코레아는 중국에서 개최된 2007년 FIFA 여자 월드컵에 참가했지만 독일과의 조별 예선 경기에서 11골(아르헨티나는 독일에 0-11로 패배함), 일본과의 조별 예선 경기에서 1골(아르헨티나는 일본에 0-1로 패배함), 잉글랜드와의 조별 예선 경기에서 6골(아르헨티나는 잉글랜드에 1-6으로 패배함)을 허용했다. 2008년 베이징 하계 올림픽에서는 캐나다와의 조별 예선 경기에서 2골(아르헨티나는 캐나다에 1-2로 패배함), 스웨덴과의 조별 예선 경기에서 1골(아르헨티나는 스웨덴에 0-1로 패배함), 중국과의 조별 예선 경기에서 2골(아르헨티나는 중국에 0-2로 패배함)을 허용했다.
바니나 코레아는 에콰도르에서 개최된 2010년 남아메리카 여자 축구 선수권 대회에서 아르헨티나가 4위를 기록하면서 2011년 FIFA 여자 월드컵 본선 진출이 좌절되자 축구계에서 은퇴하기로 결정한다. 하지만 2017년에 아르헨티나 여자 축구 국가대표팀 감독을 맡고 있던 카를로스 보레요의 요청에 따라 국가대표팀에 복귀하게 된다.
바니나 코레아는 칠레에서 개최된 2018년 코파 아메리카 페메니나에서 7경기에 출전하면서 아르헨티나가 3위를 차지하는 데에 기여했다. 아르헨티나는 파나마와의 대륙간 플레이오프에서 합계 5-1 승리를 기록하면서 2019년 FIFA 여자 월드컵 본선에 진출하게 된다. 아르헨티나는 프랑스에서 개최된 2019년 FIFA 여자 월드컵 조별 예선에서 2무 1패를 기록하면서 탈락했지만 바니나 코레아는 잉글랜드와의 조별 예선 경기에서 6차례의 선방을 기록했을 정도로 인상적인 활약을 기록했다.

## 사생활
바니나 코레아는 2014년 2월 24일에 자신의 여자 동료와의 임신 촉진 치료를 통해 쌍둥이를 출산했다.

## 수상
- 2003년 남아메리카 여자 축구 선수권 대회 준우승
- 2006년 남아메리카 여자 축구 선수권 대회 우승
- 2018년 코파 아메리카 페메니나 3위
- 2019년 팬아메리칸 게임 여자 축구 은메달